# Plus City

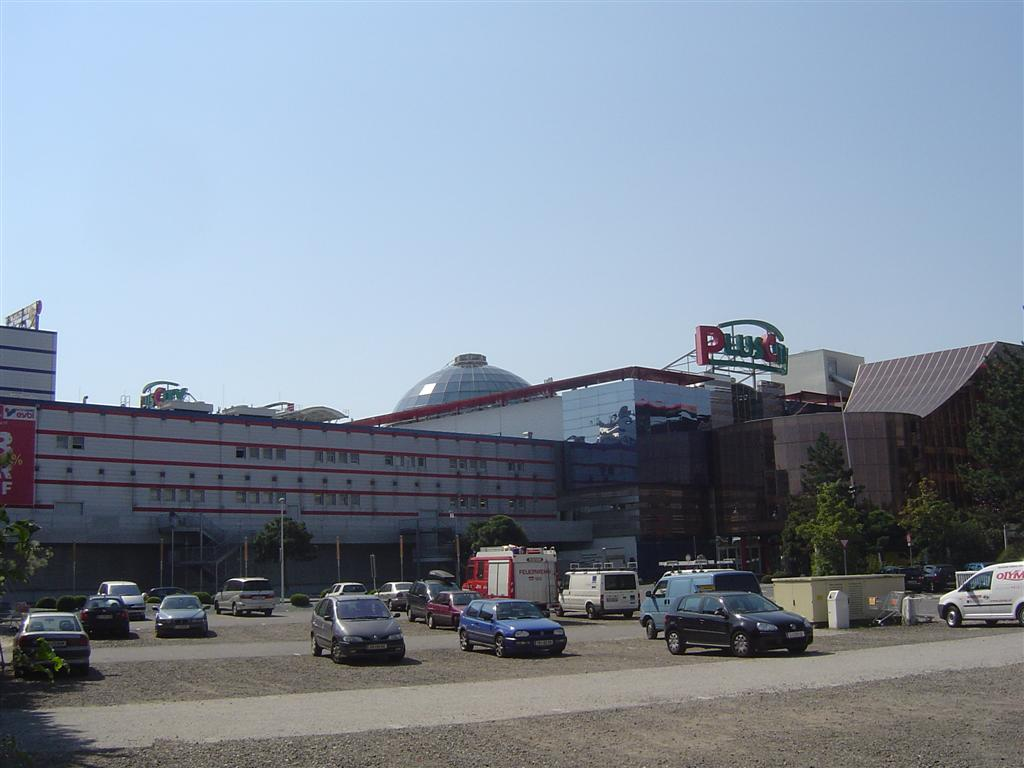
Plus City

Plus City - centrum handlowe w Pasching w Górnej Austrii. Leży na południowy zachód od Linzu i zostało otwarte 15 października 1989.
Jest to największe centrum handlowe w Górnej Austrii o powierzchni ok. 84 000 metrów kwadratowych. Plus City posiada 200 punktów handlowych i zatrudnia 2100 pracowników. Znajduje się tu bezpłatny parking na 4200 miejsc bezpośrednio przy centrum. Średnio odwiedza je 20 000 osób.
Centrum handlowe powstało z Plus Kaufland, domu towarowego należącego do grupy Pfeiffer. Po modernizacji dom towarowy stał się centrum handlowym.

## Krytyka
Jednym z punktów krytyki jest to, że siła nabywcza jest przeniesiona z dala od centrum miasta Linz. Kolejną z nich jest ogromne natężenie ruchu wytwarzanego przez kilka innych firm na ulicy Kremstal Straße, jedna z głównych dróg wjazdowych do Linzu.
Planowane rozszerzenie Plus City nie jest obecnie możliwe ze względu na brak wolnej przestrzeni.